# 稲城亜丁
稲城亜丁（とうじょうあてい、ダオチェン・ヤーディン）は、中国四川省カンゼ・チベット族自治州稲城県にある自然景勝地。横断山脈の中央部に位置する。2020年に中国の5A級観光地に認定された。
ダライ・ラマ5世が拝んだ3つの聖なる山からなる聖域があり、チベット族の聖地の1つである。3つの雪山は菩薩聖観音（仙乃日）、文殊菩薩（央邁勇、ジャンバヤン）、執金剛神（夏諾多吉、チャナドエ）の化身と見なされており、うち仙乃日雪山の海抜は6,032 mで、この地域で最も高い山である。
稲城亜丁を中心とした稲城県のほか、同州郷城県と理塘県、涼山イ族自治州のムリ・チベット族自治県、雲南省の中甸県を含む一帯は2003年に「亜丁生物圏保護区」としてユネスコの生物圏保護区に指定され、同地域に居住する人口の90%はチベット民族である。域内には高山の生態系があり、雪山、氷河、谷、原生林、高山牧草地などの多様な地形がある。ヒョウ、ツキノワグマ、アジアゴールデンキャット、キンケイなどの動物が生息している。
交通手段として稲城県内の稲城亜丁空港がある。